# Bezen Perrot
Bezen Perrot (Milícia Perrot) fou una organització militar nacionalista bretona creada el 15 de desembre de 1943 a partir de la Bezen Kadoudal i del Bagadou Stourm. Va prendre aquest nom, a suggeriment d'Ange Péresse, en honor del sacerdot Yann-Vari Perrot, ardent defensor del bretó i assassinat per la Resistència.
Fou creada per Célestin Lainé i també anomenada La Formation Perrot, Perrot Gruppe, Der bretonische Waffenverband der SS o Die bretonische SS. Reclutà 66 persones entre finals de 1943 i juliol de 1944. L'adjunt de Célestin Lainé fou Alan Heusaff i entre altres líders va tenir Jean Chanteau (alias Mabinog) i Ange Péresse. La seva finalitat era protegir i defensar els militants polítics i culturals bretons dels atacs de la Resistència.
Els primers voluntaris del Bezen Perrot foren enviats cap al front de Bretanya, a començaments de 1944. Militarment, la unitat depenia de l'Hauptscharfuhrer Hans Grimm, anomenat Lecomte, dins el Sicherheitsdienst (S.D.) de Rennes. L'Obersturmbannfuhrer Pulmer tenia la responsabilitat directa de les unitats que combatien els maquis de Bretanya. Els soldats de la Bezen Perrot s'enrolaren dins el Sicherheitsdienst sota uniforme alemany. L'activitat de Bezen Perrot no durà més de sis mesos. La seva principal missió fou vigilar l'edifici de la Gestapo a Rennes i els seus presoners, torturar i atacar els grups de FFI i FTP, establir xarxes de suport, preparar sabotatges i dur a terme querrilles contra els aliats als territoris alliberats. El 1944 elgrup s'instal·là a la caserna Colombier de Rennes, i participà en accions contra els maquis de Bretanya. Aquests voluntaris, enquadrats per Ange Péresse i Léon Jasson, duien l'uniforme verd i gris amb una calavera al casc.
Els principals protagonistes de l'aliança amb els nazis no esperaren pas la caiguda final del Tercer Reich per a fugir. Des de juny de 1944, alguns d'ells marxaren a Alemanya (com Fred Moyse qui aconseguí la nacionalitat alemanya i s'instal·là més tard a Frankfurt. Segons escriu Philippe Aziz, «Durant tota la jornada de l'1 d'agost, Célestin Lainé envià als seus lloctinents Ange Péresse i Léon Jasson a la recerca dels gours" del Bezen per tal que es reagrupessin al carrer Lesage, centre de reunió,. Ell marxà cap al carrer Jules Ferry, a la seu de la Gestapo, per a trobar-se amb Pulmer i acordar les modalitats del replegament i organitzar els combois i itineraris. Aquella tarda, un primer contingent de 30 membres del Bezen, barrejat amb un grup d'empleats de la Gestapo, inicià la marxa. El 2 d'agost, va marxar la resta del grup. Entre altres gours del Bezen, hi havia l'editor de l'Heure bretonne; Marcel Guieysse, la seva dona i la seva filla, l'esposa de Peresse i els seus fills; Roparz Hemon, fundador de l'Institut Cèltic de Bretanya; Jos Youenou, cunyat de François Debeauvais; Françoise Rozec-Andouard, alias Meavenn…) ".
El 3 d'agost de 1944, el VIII Exèrcit nord-americà entrà a Rennes quan la Wehrmacht l'havia evacuan uns dies abans. En la marxa cap a París, les desercions es multipliquen: alguns (com un de sobrenom Tintin la Mitraille) s'uniren als FTP, d'altres a les FFI (Le Bihan…) i molts es vestiren discretament com a civils. Militants com Cadoudal, Lizidour i Rual foren arrestats a Colombey-les-Deux-Églises, per un gendarme francès, qui els entregà a les tropes americanes. Cadoudal fou condemnat a 10 anys de treballs forçats, però li fou commutada per 2 anys de presó i alliberat el febrer de 1946.
Célestin Lainé i els més recalcitrants de la Bezen Perrot es posaren a treballar per als alemanys, entre els operadors de ràdio de l'Abwehr, i altres s'uniren als comandos de la SS d'Otto Skorzeny. La majoria, però, foren arrestats quan intentaven tornar a Bretanya. Lainé va viure clandestinament a Alemanya fins que aconseguí fugir a Irlanda.
El cas de la Bezen Perrot i d'altres casos de col·laboració forent tractats per la Cour de Justice de Rennes el 1944. Sis dels més destacats foren condemnats a mort i executats: Guy Vissault de Coetlogon, qui es considerava apòstol de Sir Roger Casement fou afusellat el 24 d'abril de 1945, juntament amb els voluntaris SS André Geffroy, Leon Jasson Gouez i Marcel Bibe. D'altres foren afusellats in situ pels partisans. Yann Bourc'hiz fou condemnat a mort per contumàcia. La majoria, però, aconseguiren escapar cap a Irlanda.